# Sociocritique
La sociocritique est une approche du fait littéraire qui étudie la « socialité » du texte, selon le mot de Claude Duchet qui inventa le terme de « sociocritique » en 1971. C'est l'étude des manifestations du social dans la structure d'une œuvre, en particulier un texte, notamment celui littéraire. Quoique les approches diffèrent, elle a souvent été confondue avec la sociologie de la littérature. Elle s'est peu à peu constituée au cours des années pré et post 1968 pour tenter de construire « une poétique de la socialité, inséparable d’une lecture de l'idéologique dans sa spécificité textuelle » (Claude Duchet).

## Définition
(janvier 2021).
Pour Popovic, la sociocritique vise « le particulier et non le général » (par exemple l'étude en microlecture d'incipit ou excipit) et étudie le texte, sans considérer en tout premier lieu ses conditions de production ou de réception, contrairement à la sociologie de la littérature. Il rappelle que la sociocritique est un geste critique ; de sorte que les méthodes mobilisées pour la description et l'analyse dépendront de la structure du texte : « faire de la sociocritique peut se faire en convoquant la simple analyse de texte, la thématique, la narratologie, la rhétorique, la poétique, l’analyse de discours, la linguistique textuelle, etc. » ; qui vise à faire apparaître les moyens auxquels le texte recourt pour transformer, d'une façon qui pose un problème, le lange, mots et discours : « les répertoires de signes qu’il a intégrés ».
Popovic synthétise ainsi l'ensemble du même geste critique (qui permet diverses méthodologies) qui constitue la sociocritique : 

« [Il] comprend trois étapes entre lesquelles doivent s’établir en cours de lecture des allées et venues permanentes : 1. Analyse interne de la mise en texte selon les principes énoncés ci-dessus ; 2. Eversión inductive du texte vers ses altérités langagières constitutives, c’est-à-dire vers les répertoires lexicaux, les langages sociaux, les discours, les représentations, les images éventuelles qu’il mobilise et travaille en « son dedans », autrement dit : vers la semiosis sociale [la façon dont une société se représente ce qu’elle est et son devenir par tous les dispositifs sémiotiques de nature langagière dont elle dispose. Popovic] environnante prise en partie ou saisie en sa totalité ; 3. Étude de la relation bidirectionnelle (en aller-retour) unissant le texte à la semiosis sociale ou à la partie de celle-ci considérée. »

P.Popovic termine la partie définitionnelle de sa synthèse en citant le manifeste Centre de Recherche Interuniversitaire en Sociocritique des Textes (CRIST), dont il est l'ex co-directeur :

« Le but de la sociocritique est de dégager la socialité des textes. Celle-ci est analysable dans les caractéristiques de leurs mises en forme, lesquelles se comprennent rapportées à la semiosis sociale environnante prise en partie ou dans sa totalité. L’étude de ce rapport de commutation sémiotique permet d'expliquer la forme-sens (thématisations, contradictions, apories, dérives sémantiques, polysémie, etc.) des textes, d’évaluer et de mettre en valeur leur historicité, leur portée critique et leur capacité d’invention à l’égard du monde social. Analyser, comprendre, expliquer, évaluer, ce sont là les quatre temps d’une herméneutique. C’est pourquoi la sociocritique – qui s’appellerait tout aussi bien « sociosémiotique » -peut se définir de manière concise comme une herméneutique sociale des textes. »

## Historique
(janvier 2021).
- Si vous ne connaissez pas le sujet, laissez ce bandeau (vous pouvez alors contacter les auteurs).
- Si vous supprimez le contenu mis en cause (vous pouvez préalablement contacter les auteurs),

argumentez précisément cette suppression dans la page de discussion
(un manque de référence n'est pas un argument ; une recherche réelle de référence doit avoir été effectuée, être formellement documentée).

### Avant l'existence du terme

#### Avant leXXesiècle
On remarque pour une première fois une approche sociale de la littérature dans l'Émile de Rousseau puis, de manière plus importante, dans l'ouvrage De la littérature considérée dans ses rapports avec les institutions sociales (1800) de Germaine de Staël. Quelques années plus tard viendra Auguste Comte et son approche historique des arts que l’on retrouvera aussi dans un ouvrage majeur de Taine nommé Philosophie de l'art (1865) où il tente d'expliquer une œuvre par rapport au milieu social de son producteur. On verra aussi les écrits de Gustave Lanson approcher le texte en mettant l’accent sur la lecture elle-même. Ces approches fondamentales à la sociocritique montrent cependant une faiblesse méthodologique et une subjectivité inappréciable dans ce genre d’approche.

#### XXesiècle: L'influence de Marx et de Durkheim
L'arrivée des théories marxistes sur la société au début du XXe siècle marqua profondément l'approche sociale de la littérature. À partir de là se formulèrent plusieurs approches différentes du fait littéraire, que ce soit en lien avec les notions de lutte des classes, d'économie ou de technologie. Pensons notamment à Theodor W. Adorno, Franz Mehring et Pierre Macherey qui s’accordent d’une manière ou d’une autre pour dire que le contexte de production d'un artiste amène une certaine idéologie qui sera véhiculée d'une certaine façon par leurs œuvres.
Parallèlement aux marxistes, il s'établit vers les années 1930 une école fondée sur la sociologie de Durkheim et menée par Jan Mukarovsky qui considère la littérature par le concept de conscience collective. Ce dernier l’applique à l'interprétation des textes par les sociétés, prétendant qu’elle se fera principalement en fonction d’une culture particulière, donnant ainsi une valeur polysémique à la lecture. 
Jean Duvignaud appliquera le même concept mais cette fois-ci en tentant d’expliquer le phénomène de la création en réactions aux contextes sociaux tels que présentés dans des ouvrages comme Ombres collectives. Sociologie du théâtre (1965). Une fusion entre ces deux grands genres, le marxisme et le durkheimisme, se produisit plus tard chez des auteurs mettant en relation les idées des grands penseurs dont ils se réclament. Par exemple, Erich Köhler utilisa la sociologie systématique inspirée (entre autres) par Durkheim au genre littéraire en y introduisant la notion de lutte des classes propre à Marx. Il résulte de ces différentes approches une sociocritique beaucoup plus méthodique et conceptuelle qu’auparavant et qui s'applique surtout aux phénomènes de la création et de l’interprétation littéraire.

### Lukács et Goldmann
Vers la même période on observe l’apparition d'une école s'opposant au marxisme menée par Max Weber et sa Wertfreiheit. On y réclame une approche sociologique plus factuelle de la littérature, avec une objectivité plus grande et sans considération politique proposée. Les théories d'Alphons Sibermann et de Hans Norbert Fügen qui en découleront, beaucoup plus intéressantes pour le travail critique présenté ici, proposeront une analyse dont l'objet est uniquement le texte et ses structures. On y refusera l’exploration du contexte de création ou l’interprétation des lectures marquant ainsi une limite claire entre la sociologie de la littérature et la sociocritique. Elle sera cependant rejetée par les partisans des approches dialectiques tels que Georg Lukács et Lucien Goldmann. Elle laisse malgré tout une approche particulière du texte, s'attardant sur le contenu diégétique des œuvres et appréciable par d’autres méthodes critiques comme le structuralisme.
Entre les approches axées sur Marx et Weber, une autre se fondera essentiellement sur la pensée hégélienne. Renonçant aux aspirations politiques ou pratiques du marxisme et s'éloignant de l'idéal véhiculé par la Wertfreiheit, Lukács, Goldmann et Adorno dont nous avons déjà parlé vont formuler diverses approches nouvelles de la littérature. Lukács va chercher dans le texte une essence propre à représenter la problématique sociale de la société de création alors que Goldmann va explorer les structures textuelles faisant preuve de certaines idéologies relatives au contexte de l'auteur (Le Dieu caché, 1956). Adorno va quant à lui affirmer que la littérature est autonome et inutile par son ambiguïté et sa polysémie, marquant ainsi une séparation majeure d'avec les marxistes. On cherchera donc une approche désengagée et dialectique de la littérature, laissant ainsi place à une objectivité plus grande, voir totale, dans la critique sociologique.

### La sociocritique: nouvelles perspectives
Durant les années 1970, dans le domaine francophone, la sociologie de la littérature a connu une nouvelle impulsion à la suite, notamment, des travaux de l'équipe de Robert Escarpit (production et consommation de la littérature), ceux du sociologue Pierre Bourdieu (« champ littéraire ») et ceux de Claude Duchet sur la « sociocritique ». Plusieurs chercheurs ont ouvert de nouvelles perspectives de recherche tels Jacques Dubois (analyse institutionnelle), Pierre Barbéris, Pierre V. Zima (sociologie du texte), Marc Angenot (théorie du discours social), Jacques Leenhardt (sociologie de la lecture), Edmond Cros (théorie des idéosèmes, théorie du sujet culturel), Monique Carcaud-Macaire, Jeanne-Marie Clerc, Michèle Soriano (travaux de l'Institut de sociocritique de Montpellier), etc.